# Сант-Альберто-Маньо (титулярная церковь)
Титулярная церковь Сант-Альберто-Маньо (лат. Titulus Sancti Alberti Magni) — титулярная церковь была создана Папой Франциском 19 ноября 2016 года. Титулярная церковь принадлежит церкви Сант-Альберто-Маньо, расположенной в III муниципии Рима, на виа делле Винье Нуово.  

## Список кардиналов-священников титулярной церкви Сант-Альберто-Маньо
- Антоний Сотер Фернандес — (19 ноября 2016 — 28 октября 2020, до смерти);
- Виржилиу ду Карму да Силва, S.D.B. — (27 августа 2022 — по настоящее время).